# Scrutinio elettronico
Lo scrutinio elettronico è un metodo di automatizzazione del processo elettorale che informatizza la fase di scrutinio e permette di lasciare inalterata quella di espressione del voto. Poiché tale metodo non necessita di cambiamenti normativi in merito alla esecuzione del voto, da compiersi con il tradizionale utilizzo di una scheda cartacea e di una matita copiativa, in Italia è stato oggetto di un approfondito ciclo di sperimentazioni a partire dal 2001.

## La sperimentazione in Italia
Le prime sperimentazioni furono avviate nel 2001 in Sardegna. Successivamente ulteriori esperimenti furono condotti alle elezioni politiche del 13 maggio 2001, alle elezioni europee del 12 e 13 giugno 2004 e alle elezioni regionali del 3 e 4 aprile 2005.

### Scrutinio elettronico

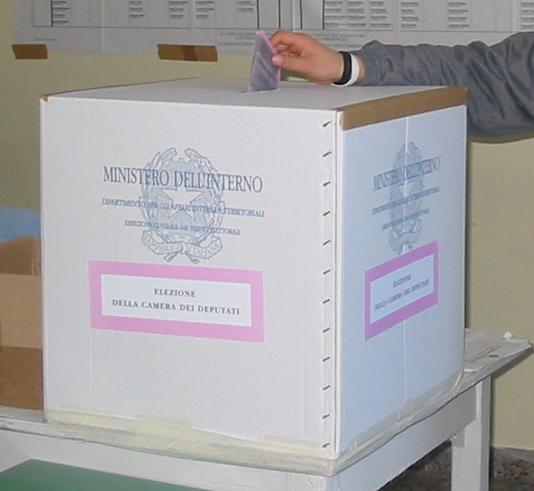
Urna per il voto alla Camera dei deputati

Dopo una sperimentazione condotta in circa 1500 uffici elettorali nei due anni precedenti, nel 2006 i voti di circa undici milioni di elettori sono stati conteggiati e comunicati al ministero anche con lo scrutinio elettronico.
Lo scrutinio elettronico, a differenza del "voto elettronico", prevede che gli elettori esprimano il proprio voto secondo le modalità usuali (schede cartacee ed urne), ma che durante lo spoglio il presidente del seggio sia affiancato, oltre che dagli usuali collaboratori, da un operatore che immette i dati relativi a ciascuna scheda su di un computer portatile. Alla fine del conteggio i dati vengono stampati e trasmessi attraverso rete GPRS o fissa al Ministero dell'Interno.
L'iniziativa ha suscitato diverse critiche, in particolare a causa dei tempi ristretti in cui questa è stata messa in opera e delle ingenti somme di denaro investite.
Le critiche sono state di metodo e di merito. Fra le critiche di metodo:
1. l'affidamento dell'operazione senza gara d'appalto a società private, la mancanza di un capitolato che spiegasse le specifiche tecniche alle quali tali soggetti dovevano attenersi;
2. il potere di nomina delle agenzie interinali: mentre le Commissioni Elettorali di ogni comune scelgono gli scrutatori fra gli iscritti ad un apposito albo, e le Corti di appello incaricano i presidenti di seggio iscritti ad un secondo albo dedicato, gli operatori del voto elettronico sono selezionati da soggetti privati. Ciò comporta che gli incaricati dello scrutinio elettronico (responsabili di seggio e coordinatori di plesso) non sono pubblici ufficiali e non hanno le stesse responsabilità penali degli scrutatori di seggio, in quanto non sono nominati da un ente dello Stato. Ad essi nonostante una minore responsabilità (e simile carico di lavoro) spetta una compensazione maggiore (250 euro rispetto ai 180 euro del presidente di seggio).

Nel merito, è stata in particolare contestata l'adozione di un software proprietario; il fatto che i sorgenti non siano pubblici impedisce di verificare che la trasmissione dei dati rispetti gli standard minimi di sicurezza in uso per tutelare la riservatezza e, soprattutto, la non-manipolabilità dei dati (ovvero firma elettronica, crittografia asimmetrica, protocollo SSL).
Beppe Grillo ha scritto  "Lo scrutinio elettronico prevede che un operatore inserisca i dati su un computer in ogni sezione, i dati vengano copiati su una chiavetta usb, le chiavi siano inserite in un computer che le invia quindi al Ministero dell'Interno.
Questa operazione, non necessaria e non richiesta da nessuno, costa 34 milioni di euro, è stata assegnata a trattativa privata per motivi di urgenza, “stante il brevissimo lasso di tempo disponibile” secondo Stanca, è stata vinta, tra le altre aziende, da Accenture, EDS e Telecom Italia.
Deaglio fa notare che il figlio del ministro dell'Interno Pisanu è partner in Accenture e che EDS è la società coinvolta nei presunti brogli elettorali in Florida nell'elezione di Bush."
Tra gli scenari paventati c'è quello di un periodo di estrema instabilità istituzionale nel caso in cui il risultato del conteggio elettronico non sia conforme a quello tradizionale. Quest'ultima eventualità è però esclusa da un procedimento che prevede che i due conteggi avvengano in contemporanea e che il risultato del conteggio elettronico sia ufficializzato e comunicato solo se identico a quello manuale. In caso contrario il risultato del conteggio elettronico "non ha alcuna incidenza sul procedimento ufficiale di proclamazione dei risultati e di convalida degli eletti"..

### Situazione attuale
Al termine del ciclo di sperimentazioni, fu depositato in Senato un disegno di legge (n.1253 17 gennaio 2007) relativo alle Disposizioni e delega al Governo per l'effettuazione dello scrutinio delle schede e la trasmissione dei risultati delle consultazioni elettorali e referendarie anche mediante strumenti informatici. Tuttavia, a seguito della caduta dell'allora Governo in carica, non si è giunti all'approvazione della legge e da allora nessun disegno di legge è stato più riproposto.

## Regione Lombardia
Nel 2015 la Lombardia ha approvato una legge regionale che introduce il voto elettronico in occasione dei referendum consultivi.